# Incanomys mayopuma
Incanomys
Genre
Espèce
Incanomys mayopuma, unique représentant du genre Incanomys, est une espèce de rongeurs de la famille des Cricetidae. Ce petit mammifère semi-aquatique au régime alimentaire carnivore a été découvert au Pérou (Amérique du Sud), à l’issue d’un travail de recherche de trois mois important dans le Machu Picchu.

## Description

### Physionomie
Ce rongeur comporte des dimensions moyennes par rapport aux autres représentants de sa tribu : la longueur tête-corps varie entre 10,2 et 11,8 cm de longueur pour un poids estimé à 37 à 47 g.
L’espèce présente un pelage gris foncé sur le dos, un ventre gris pâle, des oreilles vestigiales dissimulées dans le pelage, et une queue plus longue que le corps et couverte de poils. Ses pattes postérieures larges, munies de franges de poils rigides le long des marges plantaires et des doigts, indiquent une adaptation à la nage. Sur le plan crânien, l’espèce se distingue par un rostre étroit mais allongé, des bulles tympaniques réduites, et une dentition particulière, avec des incisives opisthodontes et des molaires qui présentent des posterolophids sur m1 et m2.

### Mode de vie
L'habitat est caractérisé par des forêts de montagnes avec des ruisseaux à fortes pentes des Yungas péruviens, à une altitude d’environ 2 400 et 2 643 m, sur les versants humides de la région de Machu Picchu. Son aire de répartition s'étend de Carpish, dans le département de Huánuco, à la région sud du Pérou, y compris les environs du site archéologique de Machu picchu dans le département de Cusco.
Ses larges pattes postérieures ainsi que sa longue queue couvertes de poils et ses narines rétractables sont des éléments indiquant une certaine forme d’adaptation à la natation et à un environnement aquatique. Bien que son régime alimentaire n’ait pas encore été directement observé, sa dentition spécialisée et sa ressemblance avec les Ichthyomyini suggèrent un régime invertivore, voire partiellement carnivore, probablement centré sur des proies aquatiques. L’espèce pourrait utiliser les berges de ruisseaux de montagne pour se nourrir, se déplacer et se reproduire.

## Dénominations
- Nom scientifique valide : Incanomys mayopuma (Zeballos, 2025).
- Nom normalisé anglais : Incan Water Mouse.

Il n’existe pas de terminologie en français.

## Systématique
Le genre Incanomys, nouvellement établi, se distingue par un ensemble unique de caractères morphologiques, crâniens, dentaires, auditifs, cytogénétiques et moléculaires. Il se caractérise notamment par un crâne allongé à bulles tympaniques peu développées, une dentition hypsodonte à incisives opisthodontes, une oreille moyenne dépourvue d’apophyse orbiculaire, et un estomac uniloculaire hémiglandulaire. Le caryotype (2n = 92) est inédit dans la tribu des Ichthyomyini. La morphologie externe, notamment la présence de longs poils sur les pattes et la queue, ainsi que l’absence de tubercule hypothénarien, suggère une adaptation semi-aquatique. L’ensemble de ces traits, couplés à une forte divergence génétique, justifie son isolement en tant que genre distinct au sein des Ichthyomyini.
Bien que six autres espèces de rongeurs aient été identifiées dans le même habitat qu'Incanomys mayopuma, les auteurs soulignent l'isolement biogéographique de cette espèce par rapport aux autres rongeurs semi-aquatiques de la tribu Ichthyomyini, une divergence attribuable à d'importantes barrières géographiques, notamment la dépression de Huancabamba et la vallée du Marañón.

### Étymologie
Le nom de genre Incanomys est la combinaison du mot Inca en référence à l’empire Inca et du grec ancien μῦς (mũs), « souris ».
L’épithète spécifique mayopuma est la combinaison en quechua de mayu, « rivière », et de puma, l’animal du même nom, et fait référence à ses habitudes semi-aquatiques et son alimentation carnivore.

### Publication originale
- (en) Horacio Zeballos, Alexander Pari, César E. Medina, Kateryn Pino, Sandra Arias, Alayda L. Arce et Fiorella N. Gonzales, « Incanomys mayopuma gen. et sp. nov. (Rodentia, Cricetidae): A New Semi-Aquatic Sigmodontine from the Andean Cloud Forests of Cusco, Peru », Diversity, vol. 17, no 6,‎ 2025, p. 406 (ISSN 1424-2818, DOI 10.3390/d17060406, lire en ligne )